# Digital Equipment Corporation
Digital Equipment Corporation fou una empresa americana pionera en el sector de la informàtica, cap als anys 1970/80.
Convé no confondre-la amb una altra empresa informàtica anomenada  Digital Research. Aquesta fou creada per Gary Kildall a fi de comercialitzar el seu sistema operatiu de disc anomenat  CP/M, el qual va acabar convertint-se en un estàndard de fet dintre del sector.
Així doncs, Digital Research es dedicà bàsicament al sector dels sistemes operatius (Programari), mentre que Digital Equipment Corporation (DEC) va incidir de manera molt important en el món del maquinari.

## Inicis de l'empresa
Digital Equipment Corporation és creada l'any 1957, de la mà de dos enginyers provinents del MIT, Ken Olsen i Harlan Anderson. Ambdós prenien part en el projecte TX-2, però en veure que començava a presentar certes dificultats, van decidir abandonar-lo i formar DEC, establint-se a una petita localitat del nord de la costa est, Maynard.
Aquest moviment no hagués estat possible, de no ser per la inversió d'uns 60.000$ en capital per part d'AR&D, ja que ens trobem en un moment històric en què els inversors eren reticents a entrar en el mercat de la informàtica.

### Primers passos
Malgrat que els seus fundadors provenien d'un projecte on es desenvolupava un ordinador sencer, i malgrat el seu plantejament inicial, DEC va entrar al mercat fabricant petits mòduls (flipflops, portes, transformadors, etc.) que, combinats convenientment, permetien executar càlculs i experiments científics.

### EL PDP-1
L'any 1959, de la mà de Ben Gurley, es va iniciar el disseny del que seria el seu primer computador, el PDP-1 (entès com a Programmable Data Processor o Programmed Data Processor). Es va començar a fabricar el 1961, però poc temps més tard (1963) i amb l'objectiu d'abaratir costos per als laboratoris, va aparèixer el PDP-5, que va resultar un mini-ordinador de gran èxit en el mercat.

### Expansió
Durant els anys posteriors, DEC va desenvolupar noves versions del PDP, de les quals podem destacar per exemple el PDP-6 (antecessor dels PDP-10) l'any 1964, amb una arquitectura de 36 bits i destinat a aplicacions científiques. Més tard el PDP-8, també va tenir molt d'èxit, ja que les seves reduïdes dimensions van afavorir que comencés a implantar-se en llocs on encara no s'havia ni plantejat la introducció de la informàtica. Molt difícilment algú hagués concebut el fet de tenir un computador dins d'un tren quan en aquella època, un ordinador volia dir una habitació (de grans dimensions, plena de màquines delicades, a una certa temperatura, etc.).
A partir d'aquí van aparèixer noves versions, com el PDP-11 (versió en 16 bits del PDP-8, amb millores), el PDP-12 (que va afegir a les capacitats del PDP-8 la possibilitat de capturar dades i la de mostrar-les per displays) o finalment, cap als anys 70, el PDP-15 (prematur usuari de circuits integrats TTL).

## Supremacia

### VAX
L'any 1976 DEC pren com a model el seu PDP-11 i l'amplia a 32 bits. És així com neix el denominat VAX, que DEC va anomenar super-mini perquè va ser el primer mini-ordinador de 32 bits. El seu nom prové de "Virtual Address eXtension", que es presenta en 1977 i va començar a comercialitzar-se l'any 1978, guanyant la majoria del mercat en molt poc temps. Tots els intents de la competència per recuperar el terreny perdut van ser en va, no només pel gran èxit de DEC, sinó també per l'aparició de la micro-informàtica i la de les estacions de treball.
El VAX era un ordinador amb algunes prestacions realment interessants per l'època, ja que tenia un joc d'instruccions ric (fins i tot en comparació amb l'actualitat), disposava de memòria virtual, paginació, rangs de protecció de memòria, etc. D'aquesta manera, el VAX podia ser utilitzat tant per sistemes Unix, com pel VMS (sistema d'operacions de DEC).
Cal remarcar que en aquest moment, Digital Equipment Corporation és la segona empresa d'informàtica més gran del món, amb un total d'uns 100.000 treballadors.

### Alpha
Durant els anys 80, DEC va dur a terme diversos intents per tal de construir una nova arquitectura RISC, amb tal de substituir el VAX. Tant és així, que finalment l'any 1992, DEC va llançar al mercat el processador Alpha, el qual tenia un joc reduït d'instruccions i va ser dels primers a portar una arquitectura de 64 bits.
Com es veu, aquest processador era diametralment oposat al seu antecessor, que era un CISC de 32 bits. Amb tot i això, aquest processador va ser dels més potents durant la dècada dels 90, i va oferir diverses variants fins a principis del 2000.

## Declivi

### Incompatibilitat
DEC era una empresa respectada perquè oferia una sèrie de productes força ben dissenyats (DECnet, base de dades relacionals, tractament de transaccions, etc.).
Amb tot i això, el seu problema va ser que la majoria d'ells eren incompatibles amb tota la resta del mercat, pel que davant d'aquesta situació, molts clients van començar a interessar-se per alternatives més estandarditzades. A més, a això hi hem d'afegir que alguns competidors en el camp d'arquitectures RISC començaven a oferir rendiments cada cop més propers als d'un VAX.

### El "Personal Computer", d'IBM
Digital va intentar contrarestar el PC d'IBM, amb tres productes vinculats a arquitectures propietàries. Un d'ells havia d'anar destinat als professionals, un altre per a l'edició de textos i el darrer, havia de tenir cert grau de compatibilitat amb Intel. Amb tot i això, cap d'aquests tres productes va saber fer-se un forat en el mercat, i van acabar fracassant tots ells.
El processador de textos per exemple, no era competitiu, en comparació amb el que oferia Wang Laboratories. A més, Digital va prendre un seguit de decisions no gaire encertades, ja que va resistir-se durant molt de temps a donar suport al sistema MS-DOS, i també va resistir-se a treure al mercat un clon compatible amb el PC d'IBM fins molt tard.

## Dissolució i Absorció
L'any 1992 entra a Digital un nou president, Robert Palmer. Hi ha qui opina que podria haver estat pagat per algú altre, a fi de desestabilitzar i enfonsar l'empresa, ja que des de la seva entrada van començar a tenir lloc una sèrie de fets que van precipitar la seva desaparició.
- El seu producte de Base de Dades Rdb, va ser venut a Oracle.

- També es van desprendre de la tecnologia de cinta de TK-serie (base de l'actual DLT/SuperDLT).

- L'any 1997 DEC va demandar Intel per infringiment de patents del seu processador Alpha. Inexplicablement, el conflicte va acabar en què DEC va vendre els seus xips a Intel, alguns dels quals (per exemple el StrongARM) Intel els va vendre com a XScale (processadors dels PocketPC).

- El mateix any també es va vendre el negoci de les impressores a Gericom.

- L'any 1998 Compaq va adquirir el que encara quedava del negoci, a la vegada que Hewlett-Packard l'any 2002, va ser qui va comprar Compaq.

És així com l'empresa que va crear el mini-ordinador i que va introduir la idea d'ordinador per a treball personal va desaparèixer. Entre altres motius, pel fet de no saber-se adaptar a noves realitats a les que ella mateixa havia donat pas i també per les successives decisions que va anar adoptant la directiva durant els anys 90.
És remarcable la seva importància, ja que de no ser per Digital, possiblement la informàtica no seria com tota la coneixem avui en dia, i la societat no hagués desenvolupat un accés tan senzill i immediat a la informació com tenim actualment. Tot això, pel canvi que va poder significar l'aparició de la mini-informàtica.